# Khalida Jarrar
Khalida Jarrar, (in arabo  خالدة جرار‎? (9 febbraio 1963), è una politica palestinese, attivista per i diritti umani, membro del Fronte Popolare per la Liberazione della Palestina (FPLP) e del Consiglio legislativo palestinese (PLC). È stata eletta nel PLC nel gennaio 2006 come una delle tre deputate del FPLP e da allora ha continuato a ricoprire la carica di rappresentante eletta. È anche la rappresentante palestinese al Consiglio d'Europa ed è a capo del Comitato dei Prigionieri del PLC. Ha svolto un ruolo importante nella richiesta della Palestina di aderire alla Corte penale internazionale.
È stata arrestata più volte dalle autorità israeliane. Molti di questi arresti hanno portato a detenzione amministrativa senza che sia stata avanzata alcuna accusa. È stata anche accusata di "incitamento e coinvolgimento nel terrorismo" da un tribunale militare israeliano. L'accusa di istigazione si riferisce a dichiarazioni pubbliche da lei rilasciate nel 2012 in cui criticava l'occupazione israeliana della Cisgiordania. Il tribunale l'ha condannata a 15 mesi di carcere, di cui ha scontato 6, prima di essere rilasciata dopo una campagna internazionale a suo favore.
Nel marzo 2021, dopo essere stata detenuta senza accusa dal 2019, è stata condannata da un tribunale militare israeliano a due anni di carcere dopo un patteggiamento, in cui si è dichiarata colpevole di appartenenza a un'organizzazione, il FPLP, che Israele considera un gruppo terroristico. Ha dichiarato pubblicamente che il suo patteggiamento è dovuto alla natura estenuante dei procedimenti legali, alla mancanza di fiducia nei tribunali militari israeliani e alla minaccia, a meno che non avesse ammesso la sua colpevolezza, di scontare una pena di 7 anni. È stata rilasciata il 26 settembre 2021.
È stata nuovamente arrestata a Ramallah dall'esercito israeliano il 26 dicembre 2023. È stata liberata il 20 gennaio 2025 come parte di un cessate il fuoco in tre fasi tra Israele e Hamas.

## Biografia
Il padre di Jarrar gestiva un'attività di negozio di giocattoli a Nablus. Nel 1985, dopo un fidanzamento di cinque anni, e dopo aver completato gli studi in giurisprudenza all'università di Bir Zeit, Jarrar sposò Ghassan Jarrar, un compagno di studi, e in seguito produttore di mobili e giocattoli per bambini a Beit Furik: è un ex attivista politico che è stato arrestato 14 volte e ha trascorso 10-11 anni senza processo o accuse sotto detenzione amministrativa nelle carceri israeliane.  La coppia ha due figlie, Yafa, laureata in giurisprudenza presso l'Università di Ottawa e Suha, con una laurea in scienze e politiche sui cambiamenti climatici; sono cresciute pensando ai soldati che bussavano alle loro porte, agli arresti e all'incarcerazione dei genitori. La coppia vive ad al-Bireh, Ramallah.
Alla morte di Suha per arresto cardiaco nel luglio 2021, a Jarrar è stato negato il rilascio temporaneo dalla sua prigionia per motivi umanitari per poter partecipare al funerale di sua figlia.

## Carriera
Jarrar è un'attivista per i diritti umani da molti anni. Il primo di numerosi arresti avvenne l'8 marzo 1989 quando fu detenuta per aver partecipato a una manifestazione in occasione della Giornata internazionale della donna.  È stata attiva per diversi anni a sostegno dei prigionieri palestinesi ed è stata direttrice di Addameer, una ONG per il sostegno dei prigionieri e i diritti umani a Ramallah  dal 1993 al 2005, rimanendo poi nel consiglio. Ha anche lavorato in precedenza con l'UNRWA ed è stata particolarmente attiva nel lavorare con le donne palestinesi nella difesa dei diritti delle donne.
Dal 1998 a Jarrar è stato vietato viaggiare al di fuori dei territori palestinesi occupati, dopo aver partecipato quell'anno al vertice dei difensori dei diritti umani a Parigi.  Nel 2005 le autorità israeliane le hanno rifiutato di lasciare il Paese, il sesto rifiuto dal 2000, per partecipare a una conferenza sui diritti umani in Irlanda organizzata da Front Line Defenders, ovvero la "Terza piattaforma di Dublino per i difensori dei diritti umani", programmata per svolgersi a Dublino dal 13 al 15 ottobre 2005. All'epoca non era mai stata accusata di alcun reato dalle autorità israeliane. Dal marzo 2006, è la leader politica senior del FPLP, dopo che il segretario generale del gruppo, Ahmad Sa'dat, è stato arrestato e messo in isolamento.
È stata intervistata telefonicamente per il Rapporto Goldstone nel 2009 sulla guerra di Gaza (2008-2009), dopo che le era stato negato il permesso di lasciare la Cisgiordania.

## Problemi di salute
Jarrar ha sofferto di attacchi di trombosi venosa profonda e il suo avvocato ha espresso preoccupazione per il fatto che in una prigione israeliana potrebbero non essere disponibili cure mediche adeguate per la sua condizione. Nel luglio 2010, Jarrar è stata informata da un medico che i test indicavano che aveva bisogno di una scansione cerebrale urgente per stabilire una diagnosi neurologica esatta. Poiché l'attrezzatura medica per effettuare la diagnosi non era disponibile in Cisgiordania, dove era stata detenuta, è stata informata che il Ministero della Sanità dell'ANP avrebbe coperto i costi del suo ricovero ad Amman, ma non in Israele. In quanto membro del Consiglio legislativo palestinese, le è stato assicurato che si sarebbe potuto organizzare l’espatrio per esami medici. Un funzionario israeliano dell'amministrazione civile della Cisgiordania ha affermato che non vi era alcuna minaccia alla sicurezza se fosse stata curata in Giordania. Il 29 agosto 2010 le è stato negato il transito verso la Giordania attraverso il ponte Allenby e lo Shin Bet ha dichiarato che rappresentava una minaccia alla sicurezza della regione. L'ex vicepresidente del Parlamento europeo Luisa Morgantini ha invitato il Parlamento europeo a intervenire chiedendo che Israele permetta a Jarrar di recarsi ad Amman per le cure mediche necessarie. Cosa che le fu in seguito permessa nello stesso anno.

## Ordine di espulsione

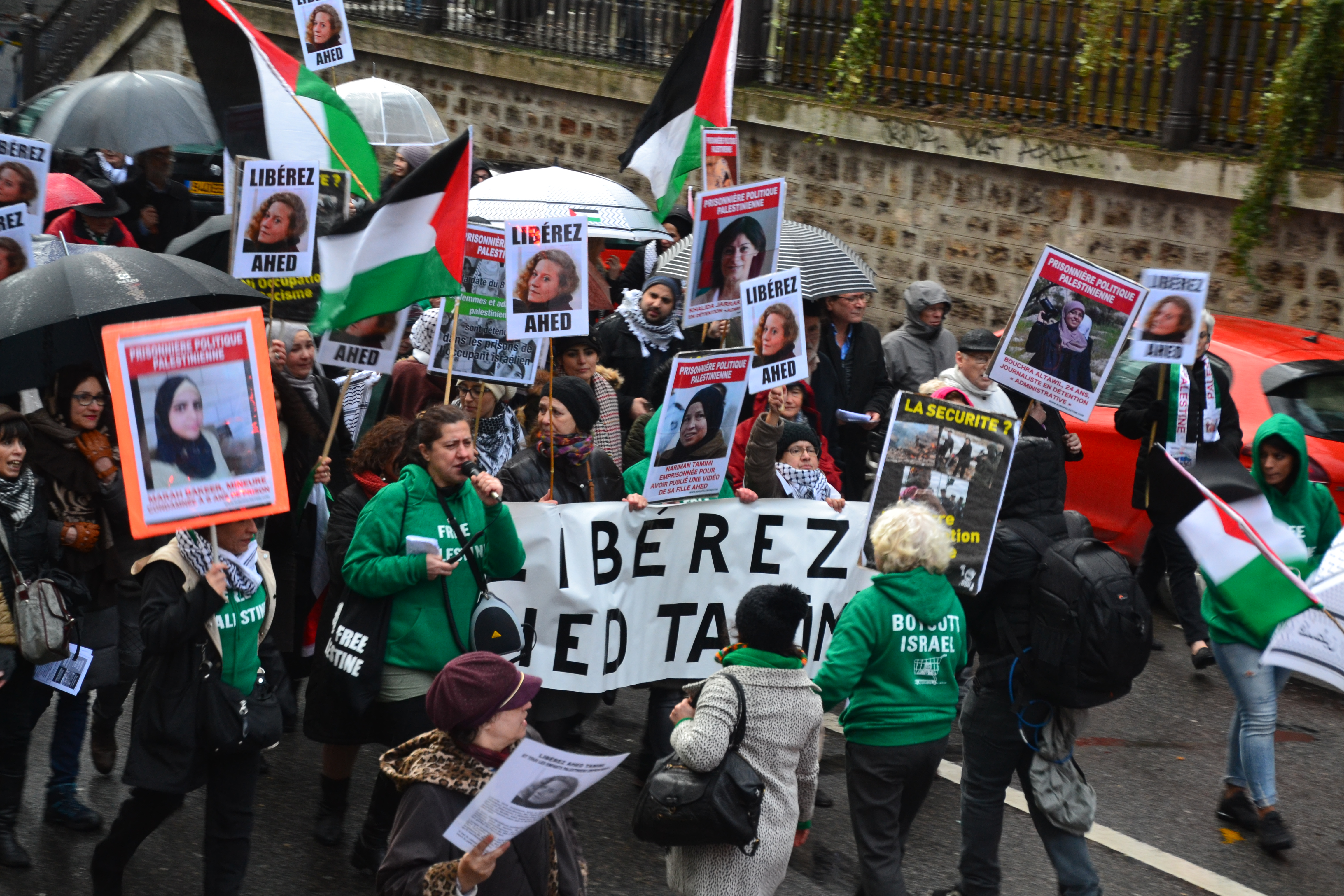
Manifestazione a Parígi per la liberazione di alcuni prigionieri palestinesi, inclusa Jalida Yarrar

Il 20 agosto 2014, circa 50 soldati israeliani circondarono la casa di Jarrar a Ramallah, e un ufficiale israeliano le dette un ordine di espulsione affermando che era una minaccia per la sicurezza della regione e che doveva lasciare la sua casa di residenza, Ramallah, e trasferirsi nel distretto di Gerico, dove avrebbe dovuto vivere sotto un protocollo di movimento limitato per sei mesi. L'ordine era da considerarsi immediatamente efficace. Lei lo respinse, affermando che "è l'occupazione a dover lasciare la nostra patria". Ramallah, secondo gli accordi di Oslo, si trova nell'Area A e sotto la completa giurisdizione palestinese. Jarrar si rifiutò di firmare l'ordine e presentò ricorso contro la decisione a un tribunale israeliano, che ridusse il periodo di restrizione da 6 a 1 mese. Ma Jarrar in realtà non lasciò mai Ramallah. Secondo un editorialista di sinistra del quotidiano israeliano Haaretz, il suo rifiuto di essere espulsa portò al suo arresto nell'aprile 2015.